# Elitförband

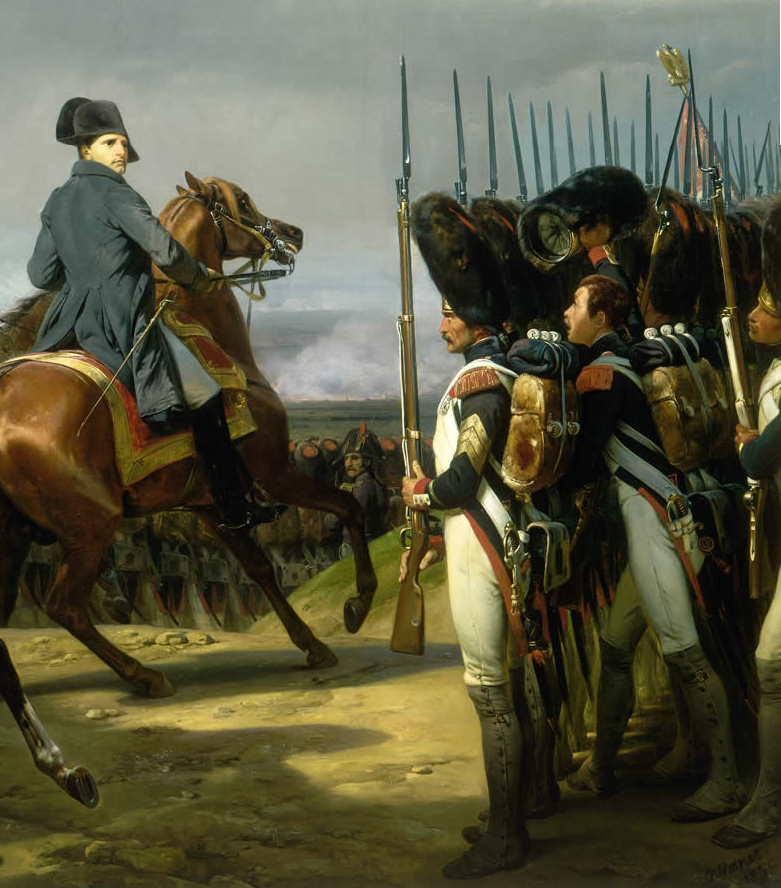
Napoleon I inspekterar gardet. Målning av Horace Vernet.

Elitförband kallas ett militärt förband som utgör en elit i det landets krigsmakt. Elitsoldater får vanligtvis annan och bättre utbildning och utrustning än övriga soldater. Ett förbands elitstatus kan bero på en eller flera av en mängd saker: Det kan vara historiska segrar och kungars gunst, via sagor, legender och myter kring egna (faktiska eller påhittade) förmågor. Eller så beror det på att förbandet har uppgifter med hög status eller som är särskilt krävande.
Elitförband markerar ofta sin ställning genom särskilda kännetecken. Det kan vara särskilda uniformer, insignier och symboler. I våra dagar har till exempel särskilt gröna, svarta och röda baskermössor kommit att symbolisera elitförband.

## Historia

### Antiken
Historiskt utgjordes ett lands elitsoldater av medlemmarna av de kungliga gardesförbanden. Alexander den store hade ett elitkavalleri som kallades kompanjonerna och i det antika Rom fanns praetoriangardet. 

### Medeltiden
Vanligtvis rekryterades soldaterna, åtminstone officerarna, i elitförbanden ur samhällets sociala elit, överklassen eller aristokratin. Dessutom ställdes ofta särskilda krav på längd och fysisk kondition. En del av de historiska elitförbanden existerar fortfarande, men idag är deras elitstatus inte lika stor. I medeltidens Europa var riddare en slags elitsoldater och i det Feodala Japan hade Samurajerna en liknande roll.

### Tidigmodern tid
Exempel på elitförband i tidigmodern tid är Napoleon I:s Gamla Gardet eller de svenska drabanterna under den karolinska tiden. I polen var de bevingade hussarerna en moderniserad fortsättning på de medeltida riddarna.

## Elitförband i modern tid

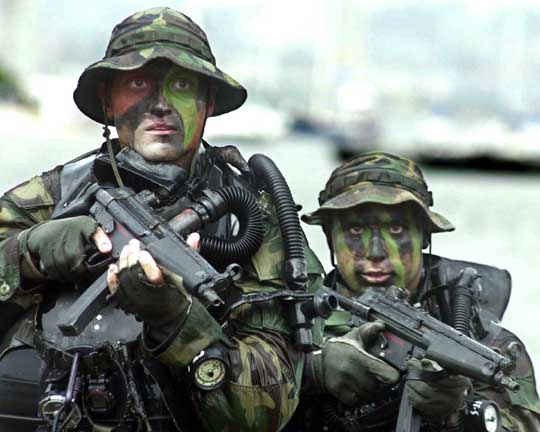
Amerikanska Navy SEALs.

Förändringarna i krigföringen under 1900-talet och särskilt andra världskriget och det kalla kriget gjorde att de gamla elitförbandens roll inte längre hade samma betydelse. Istället har rollen av militär elit i stor utsträckning kommit att fyllas av ett lands specialförband. Dessa är (ofta små) militära enheter med särskilda uppgifter, som skiljer sig från de övriga förbandens. Uttagning och utbildning är mycket krävande och i många fall omges de av en hemlighetsfull aura och mytbildning. 
Exempel på sådana elitförband är brittiska SAS, amerikanska gröna baskrarna, Navy SEALs samt svenska specialförbandet Särskilda operationsgruppen (SOG).

## Svenska elitförband idag
I Sverige finns flera olika elitförband som:
- Specialförbanden (FM SF) som utgörs av Särskilda operationsgruppen (SOG) och Specialförbandsledningen (SFL) samt stödjande specialenheter s.k. specialoperationsförband (FM SOF).
- Jägarförbanden som består av Arméns jägarbataljon (AJB), 31. jägarbataljon, Fallskärmsjägarna, Flygbasjägarna
- Amfibiebataljonerna som består av  Kustjägarna[1] och kompanier med amfibieinriktning.
- Säkerhetsbataljonen